# Queen Elizabeth II Cup
Pour les articles homonymes, voir Queen Elizabeth II Cup (Japon).
Groupe 1
La Queen Elizabeth II Cup est une course hippique de plat se déroulant au mois d'avril sur l'hippodrome de Sha Tin à Hong Kong.

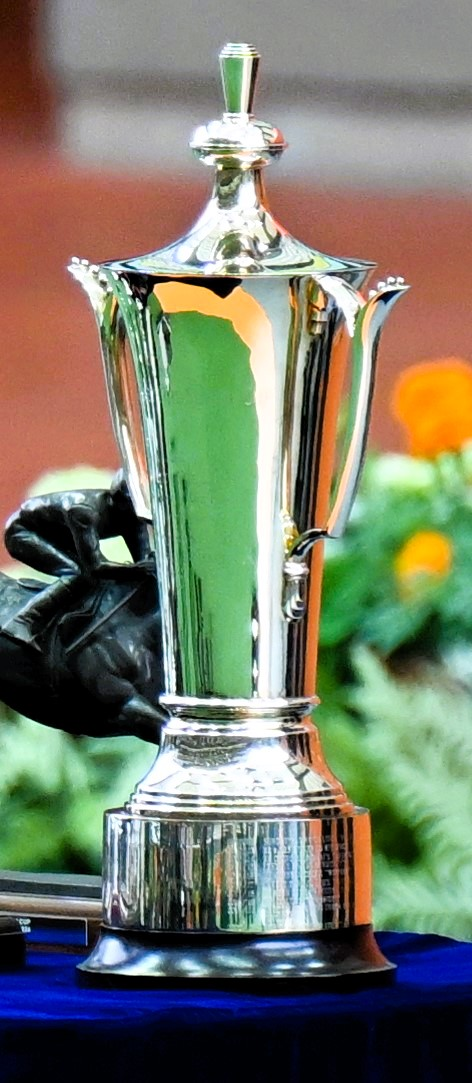
Trophée

Créée en 1975, c'est une course de Groupe I qui se court sur la distance de 2 000 mètres, piste en gazon. L'allocation s'élève à 24 000 000 HK$.

## Palmarès depuis 1995
| Année | Vainqueur         | Pays             | Père               | Jockey            | Entraîneur            | Temps   |
| ----- | ----------------- | ---------------- | ------------------ | ----------------- | --------------------- | ------- |
| 2025  | Tastiera          | Japon            | Satono Crown       | Damian Lane       | Noriyuki Hori         | 2'00"51 |
| 2024  | Romantic Warrior  | Hong Kong        | Acclamation        | James McDonald    | Danny Shum Chap-shing | 2'01"02 |
| 2023  | Romantic Warrior  | Hong Kong        | Acclamation        | James McDonald    | Danny Shum Chap-shing | 2'01"92 |
| 2022  | Romantic Warrior  | Hong Kong        | Acclamation        | Karis Teetan      | Danny Shum Chap-shing | 2'00"13 |
| 2021  | Loves Only You    | Japon            | Deep Impact        | Vincent C Y Ho    | Yoshito Yahagi        | 2'01"22 |
| 2020  | Exultant          | Irlande          | Teofilo            | Zac Putron        | Tony Cruz             | 2'00"00 |
| 2019  | Win Bright        | Japon            | Stay Gold          | Masami Matsuoka   | Yoshihiro Hatakeyama  | 1'58"81 |
| 2018  | Pakistan Star     | Hong Kong        | Shamardal          | William Buick     | Tony Cruz             | 2'00"21 |
| 2017  | Neorealism        | Japon            | Neo Universe       | João Moreira      | Noriyuki Hori         | 2'04"59 |
| 2016  | Werther           | Nouvelle-Zélande | Tavistock          | Hugh Bowman       | John Moore            | 2'01"32 |
| 2015  | Blazing Speed     | Royaume-Uni      | Dylan Thomas       | Neil Callan       | Tony Cruz             | 2'02"89 |
| 2014  | Designs on Rome   | Irlande          | Holy Roman Emperor | Tommy Berry       | John Moore            | 2'01"06 |
| 2013  | Military Attack   | Royaume-Uni      | Oratorio           | Tommy Berry       | John Moore            | 2'02"15 |
| 2012  | Rulership         | Japon            | King Kamehameha    | Umberto Rispoli   | Katsuhiko Sumii       | 2'02"38 |
| 2011  | Ambitious Dragon  | Hong Kong        | Pins               | Douglas Whyte     | A.T. Millard          | 2'02"23 |
| 2010  | Viva Pataca       | Royaume-Uni      | Marju              | Weichong Marwing  | John Moore            | 2'04"97 |
| 2009  | Presvis           | Royaume-Uni      | Sakhee             | Ryan Moore        | Luca Cumani           | 2'02"97 |
| 2008  | Archipenko        | Irlande          | Kingmambo          | Kevin Shea        | Mike de Kock          | 2'00"80 |
| 2007  | Viva Pataca       | Royaume-Uni      | Marju              | Michael Kinane    | John Moore            | 2'01"90 |
| 2006  | Irridescence      | Afrique du Sud   | Caesour            | Weichong Marwing  | Mike de Kock          | 2'02"00 |
| 2005  | Vengeance of Rain | Australie        | Zabeel             | Anthony Delpech   | David E. Ferraris     | 2'01"80 |
| 2004  | River Dancer      | Irlande          | Sadler's Wells     | Glyn Schofield    | John Size             | 2'01"40 |
| 2003  | Eishin Preston    | Japon            | Green Dancer       | Yuichi Fukunaga   | Shuji Kitahashi       | 2'03"80 |
| 2002  | Eishin Preston    | Japon            | Green Dancer       | Yuichi Fukunaga   | Shuji Kitahashi       | 2'02"50 |
| 2001  | Silvano           | Allemagne        | Lomitas            | Andreas Suborics  | Andreas Wöhler        | 2'03"10 |
| 2000  | Industrialist     | Royaume-Uni      | Rudimentary        | Alan Munro        | Brian Kan             | 2'02"10 |
| 1999  | Jim and Tonic     | France           | Double Bed         | Gérald Mossé      | François Doumen       | 2'00"10 |
| 1998  | Oriental Express  | Royaume-Uni      | Green Desert       | Douglas Whyte     | Ivan W. Allan         | 2'01"00 |
| 1997  | London News       | Afrique du Sud   | Bush Telegraph     | Douglas Whyte     | Alec Laird            | 2'00"30 |
| 1996  | Overbury          | Royaume-Uni      | Caerleon           | Lanfranco Dettori | Saeed bin Suroor      | 2'14"50 |
| 1995  | Red Bishop        | Royaume-Uni      | Silver Hawk        | Michael Kinane    | Hilal Ibrahim         | 2'17"20 |